# 三鷹車両センター
三鷹車両センター（みたかしゃりょうセンター）は、東京都三鷹市下連雀にある東日本旅客鉄道（JR東日本）首都圏本部の車両基地である。
中央本線三鷹駅の西側に位置する。駅から車両センターまでの線路沿い南側の三鷹市道は「電車庫通り」と名付けられている。また、構内には車庫と中央本線を南北にまたぐ歩道橋があり、電車ウォッチングの場としても知られていた。この歩道橋は古レールを使用して作られ、三鷹に住んでいた太宰治も好んで通ったとされるが、老朽化のため2023年12月に閉鎖された。
また、地下鉄東西線が中野駅まで延伸し、その後深川車両基地が整備されるまでは、営団の飯田橋検車区三鷹出張所が設けられていた（後述）。
なお、組織変更により2003年12月に配置車両が全車当センターに転入した習志野電車区（ならしのでんしゃく）は、習志野運輸区を参照のこと。

## 構内
- 敷地面積：4万4,679 m2[1]
- 構内入れ換えや仕業検査など、業務の一部はJR東日本運輸サービスに委託している[1]。
- 中央本線の線路側より
  - 0番線1区があり、構内とは反対の三鷹駅1番線横の引き上げ線（10両編成対応・車両洗浄機を備える）に繋がっている[1]。この引き上げ線は、構内の車両入れ換えにも使用する[1]。
  - 1・2番線は長い留置線で、1区と2区を有して10両編成を2本留置（縦列留置）することができる[1]。
  - 3 - 14番線は10両編成長の留置線である[1]。3番線は有効長が長いことから、E353系など12両編成も留置できる[1]。
  - 15 - 17番線は交検庫で、庫内では主に17番線で機能保全が実施される[1]。
  - 18・19番線は2 - 3両長の修繕線で、修繕庫に繋がっている[1]。天井クレーン、リフティングジャッキを備えており、機器の吊り替えや修理等を行う[1]。
  - 20番線は2両長ほどの留置線で、かつて在籍していたクモヤ145形の留置に使われていた[1]。
  - 21番線は引上線から15 - 20番線に繋がる通路線として使用しており、終端部は20番線同様に2両長ほどの留置線[1]。
  - 22・23番線は洗浄線で、手洗浄作業台を備えている[1]。

- 当車両センターには車輪転削設備がないため、豊田車両センター武蔵小金井派出で実施する[1]。

## 配置車両に記される略号

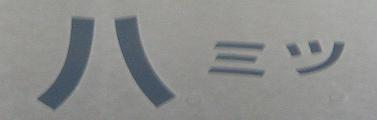
三鷹車両センター 所属略号

「八ミツ」…八王子支社を意味する「八」と、三鷹の電報略号「ミツ」から構成される。

## 歴史

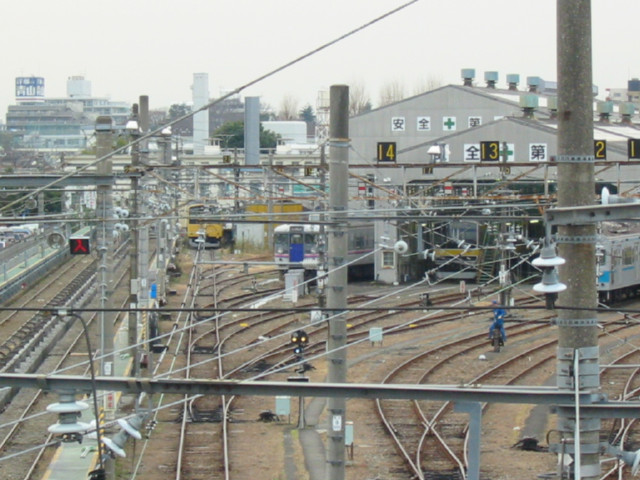
検修設備（2005年2月）

- 1929年（昭和4年）6月 - 中野電車庫三鷹派出所として開設。
- 1929年（昭和4年）9月1日 - 三鷹電車庫へ改称。
  - 当時の略号は「東ミツ」。
- 1966年（昭和41年）1月15日 - 営団地下鉄飯田橋検車区三鷹派出所が設置される。
- 1969年（昭和44年）3月1日 - 東京鉄道管理局分割に伴い、東京西鉄道管理局の管轄となる。略号は「西ミツ」。
- 1986年（昭和61年）3月3日 - 試作車以外の中央線快速用201系が他区へ転出し、中野電車区配置の中央・総武線緩行線用201系を当区へ移管。
- 1987年（昭和62年）4月1日 - 国鉄分割民営化に伴い、JR東日本へ承継[1]。略号は「東ミツ」。
- 1998年（平成10年）4月1日 - 八王子支社発足に伴い、同支社の管轄となる[1]。略号は「八ミツ」。
- 2003年（平成15年）12月 - 習志野電車区配置車両が転入。
- 2007年（平成19年）11月25日 - 三鷹電車区から改称。同時に三鷹電車区の動力車乗務員配置を新宿運輸区と新設された立川運転区へ移管[6]

## 配置車両
2023年4月1日現在の配置車両は以下のとおり。
| 電車  | 気動車 | 機関車 | 客車 | 貨車 | 合計  |
| ----- | ------ | ------ | ---- | ---- | ----- |
| 650両 | 0両    | 0両    | 0両  | 0両  | 650両 |

E231系電車（650両）
- 0番台10両編成6本（B10 - B12・B14・B26・B27）、500番台10両編成52本（A501 - A552）、800番台10両編成7本（K1 - K7）の計65本650両が配置されている。
- 0・500番台の10両編成は中央・総武緩行線（三鷹 - 千葉間）、800番台は中央・総武緩行線から東京メトロ東西線に直通する系統でそれぞれ運用される。
- 0番台は中間のサハ2両に代わりモハ1ユニットが連結されており、6扉車の無い編成となっている。
  - B27編成は一時期東京総合車両センターへ転属し、サハを抜いたうえで山手線用車両を配給輸送する際の控車として使用された。2011年11月1日付で当センターへ復帰している。
  - 500番台は2014年の山手線E231系500番台引退より東京総合車両センターから転入。
  - B20・B21編成は編成内のサハE230形（6扉車）をB22編成のサハE231形（4扉車）と組み替えた上2015年に松戸車両センターへ転属。この際に余剰となったB20〜B22のサハE230が廃車となった。
  - B22編成は、B5編成のサハE231-14と組成の上、2017年9月に京葉車両センターへ転属。
  - 2017年11月から2020年9月までに、B1 - B4・B9・B13・B15・B18・B19・B23 - B25・B28  -  B42・B57・B80 - B82・B901編成が短編成化され京葉車両センターへ、B5 - B8・B16・B17編成の一部車両が3000番台に改造され川越車両センターへそれぞれ転属。
  - 転属などで編成から外された車両のうち、2018年度から2020年度までに付随車サハE230形とE231形計92両が廃車となっている。
  - B901編成は度々休車扱いされていたが、短編成化の上2020年7月9日付で京葉車両センターに転属[7]。
  - 2020年3月14日のダイヤ改正の前日、3月13日朝をもって、最後まで中央・総武線で運用されたB80・B82編成が運用を離脱し、日本国内での6扉車の営業運転が終了した。

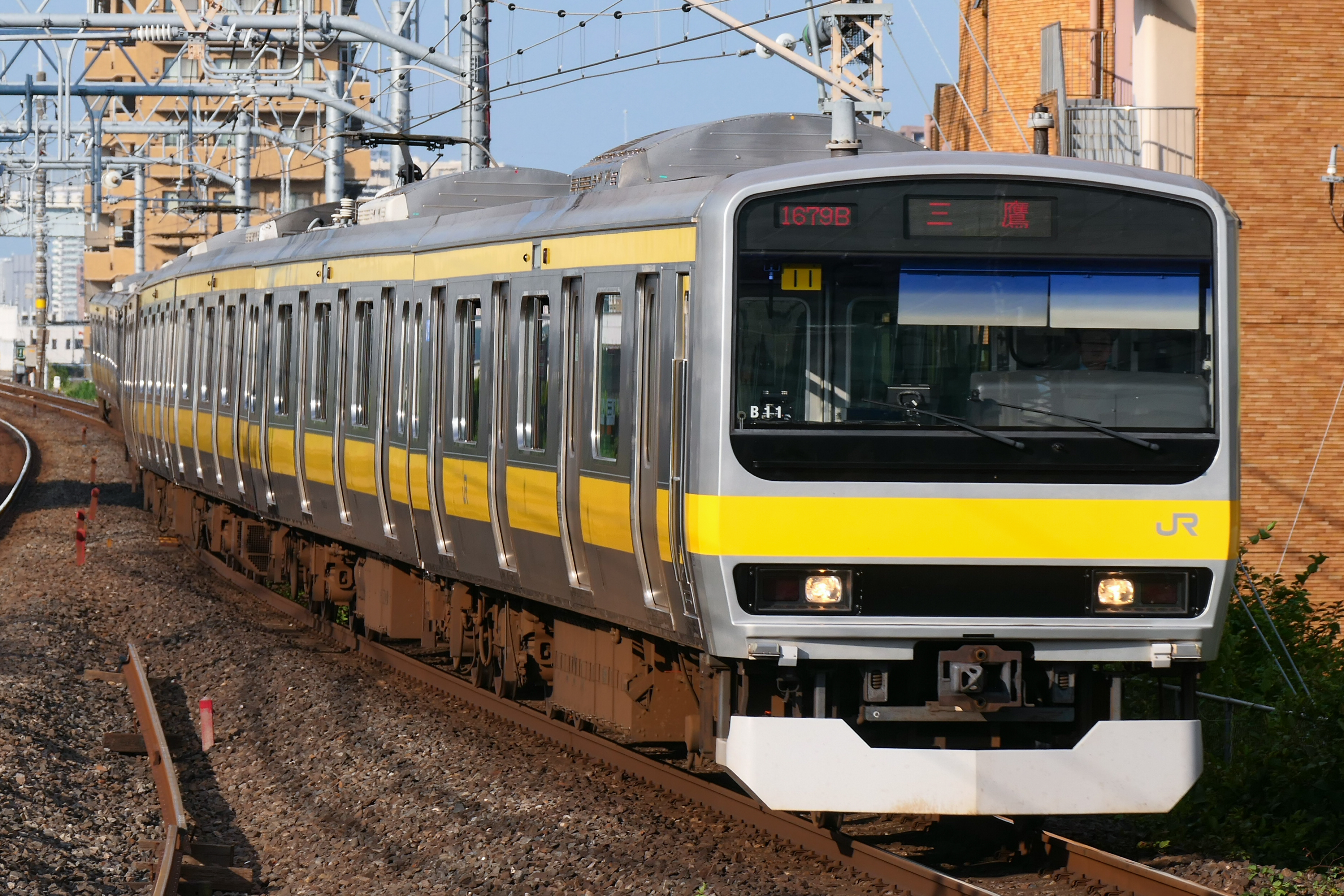
E231系0番台
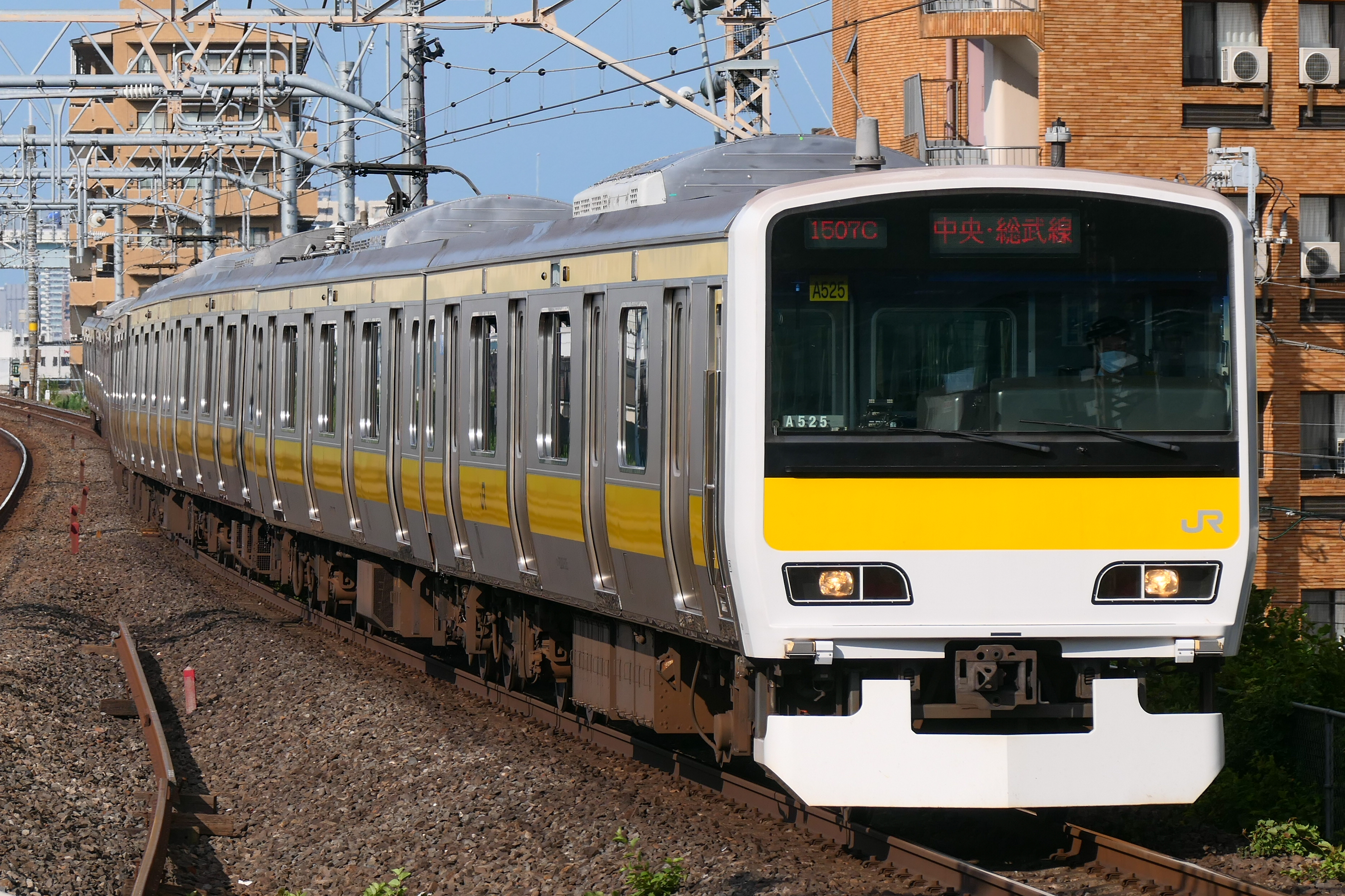
E231系500番台
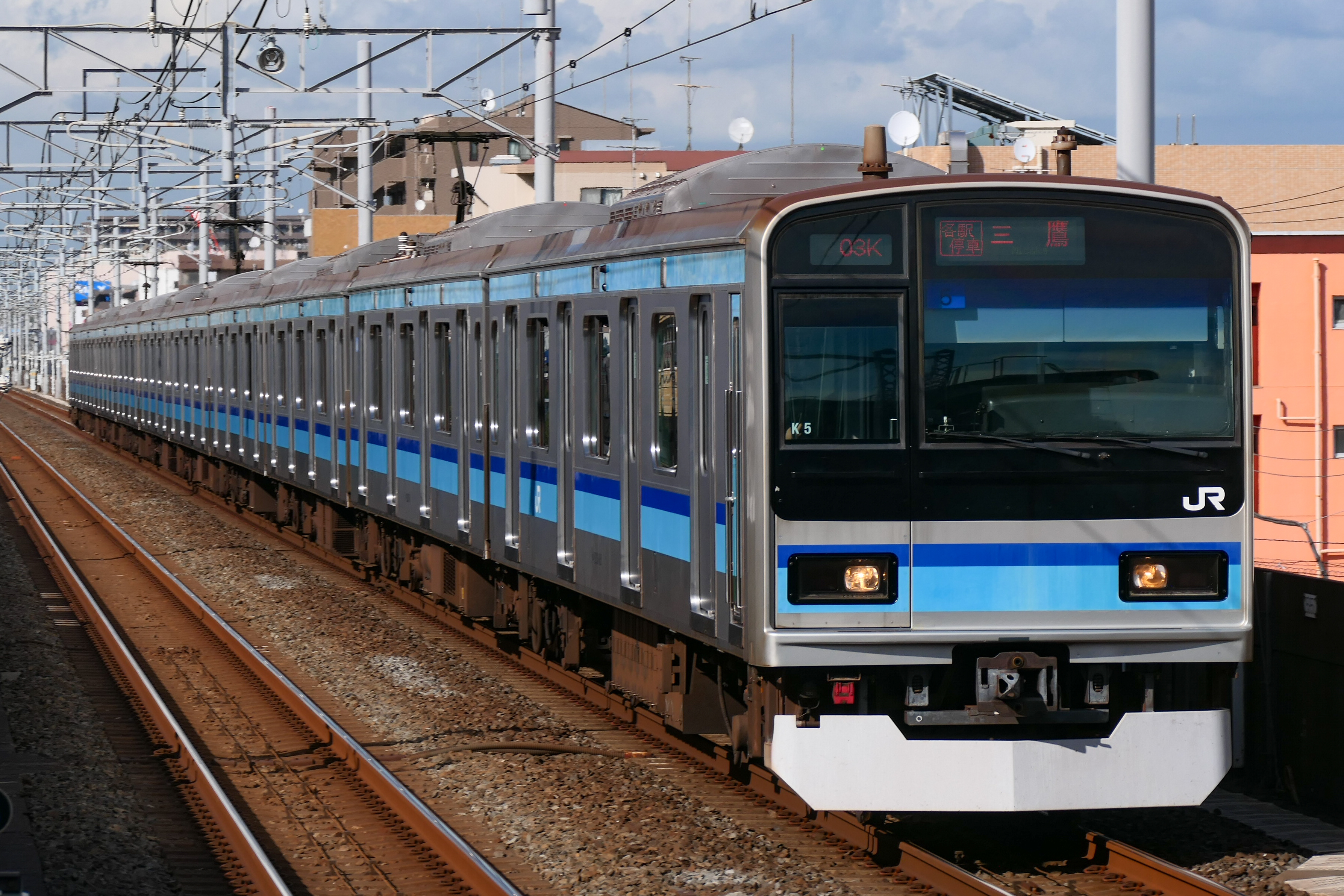
E231系800番台

### 過去の配置車両
72系電車
- 中央線快速（当時は急行電車）が101系に全て置き換えられた後も中央東線用にクハ79形・モハ72形850番台の通称「山ゲタ」が残り、スカ色に塗られ、70系と混結して使用された。

101系電車
- 中央線快速用の車両（非冷房車のみ）が配置されていた。103系冷房車に置き換えられ、1978年までに南武線などに転出した。

103系電車
- 中央線快速用の80両が1978年から1981年まで、地下鉄東西線乗り入れ用の1000番台・1200番台が1970年から2003年まで配置されていた。
  - 1000番台は1989年に松戸電車区から転入。

301系電車
- 103系と同様の地下鉄東西線乗り入れ用車両。1966年から2003年まで配置されていた。

201系電車
- 1979年に中央線快速用の試作車900番台10両が投入され、1981年には量産車80両が追加投入された。1986年3月のダイヤ改正で配置車両が中央線快速用から中央・総武緩行線用に変更された（中野電車区から転入した）。民営化後は2001年まで緩行線用の車両が在籍し、青梅線・五日市線および京葉線用として豊田電車区と京葉電車区にそれぞれ転属した。
- また、東中野駅列車追突事故の復旧車であるクハ201-3が2005年12月まで保留車として在籍した。

205系電車
- 1989年から2001年まで配置されていた。
- 1989年の新製車2編成20両は前述の東中野駅列車追突事故による車両補充として本来は埼京線用だった車両を急遽配置したもので、1990年と1996年に1編成ずつ川越電車区に転属した。
- 1993年に中央線快速に転出した201系20両の穴埋めと増発分として京浜東北線（浦和電車区）と南武線（中原電車区）から転入してきた30両は、2001年までに209系500番台およびE231系による車種統一のため、京葉線・武蔵野線・南武支線にそれぞれ転属した。
- ステンレス車体に帯が黄色のため地下鉄乗り入れ用車両と車体色が酷似したことから、誤乗防止策として地下鉄東西線乗入れの103系・301系の帯色は黄色（黄5号）から水色（青22号）に変更された。

209系電車
- 500番台が2003年から2019年まで配置されていた。
- 2003年に習志野電車区の廃止に伴い、15本150両が転入。浦和電車区との転出入を経て2017年4月時点では13本130両が配置されていた。
- 2017年11月から2019年6月にかけて、E231系500番台転入に伴い、短編成化の上京葉車両センターと川越車両センターへ転出、余剰車は廃車された。

70系電車
- モハ71形が1952年に中央東線専用として新製配置された。当初は茶色（ぶどう色2号）だったが、クハ76形の配置に伴いスカ色となり、72系と混結して運用された。

115系電車
- 1966年に中央東線普通列車が大量に電車化される際にスカ色車が配置された。その後も増備されたが、1986年11月のダイヤ改正で豊田電車区に運用が移管され、全車転出している。一部の編成は岡山電車区に転属となった。

165系・169系電車
- 1964年の中央東線上諏訪電化の際に急行「たてしな」用として165系11両が配置されたが翌1965年の松本電化に際して「アルプス」と共通運用となったため松本運転所に全車転出している。
- 民営化直前の1986年にジョイフルトレインのパノラマエクスプレスアルプスが配置されたことにより、再び165系の配置基地となった。
- 1990年代前半からは波動輸送用として165系・169系一般車が転入してきており、「三鷹色」や「八王子色」と呼ばれる専用塗装が施工された。
- パノラマエクスプレスは2001年に富士急行に譲渡された。他の一般車も2003年までに廃車となっている。
- なお正式な配置車両ではないが、1970年から1972年にかけて115系による急行運用にグリーン車を連結する関係で新前橋電車区からサロ165-14・15のジャンパ連結器を交換した上で借り受けている（国鉄115系電車#中央東線も参照）。

145系電車
- クモヤ145-115が配置されていたが、2009年10月7日に長野総合車両センターに回送され、廃車となった。

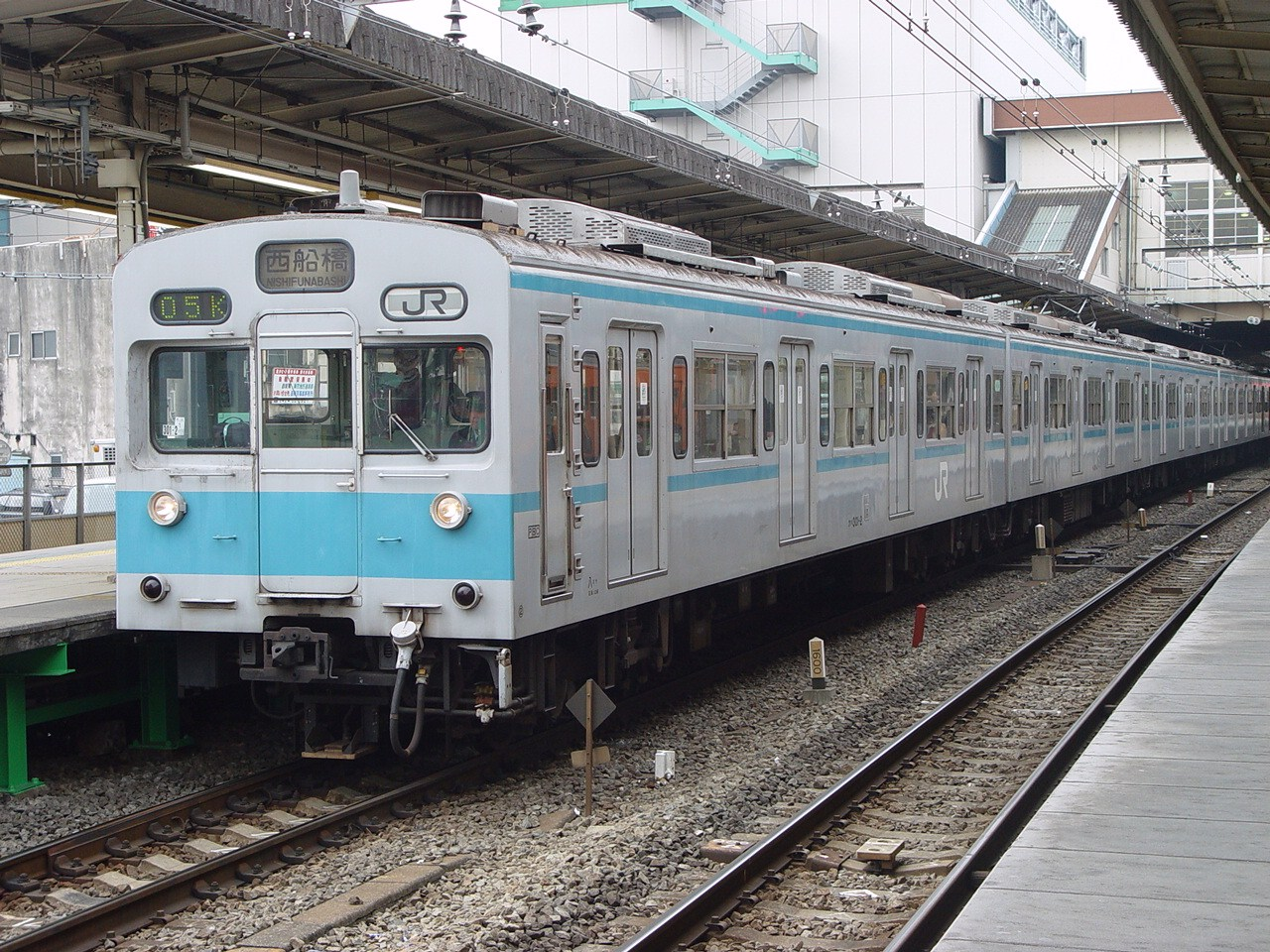
301系
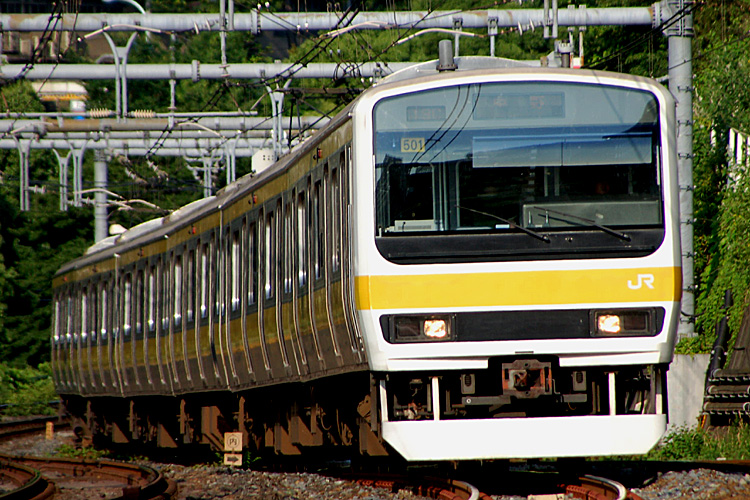
209系500番台
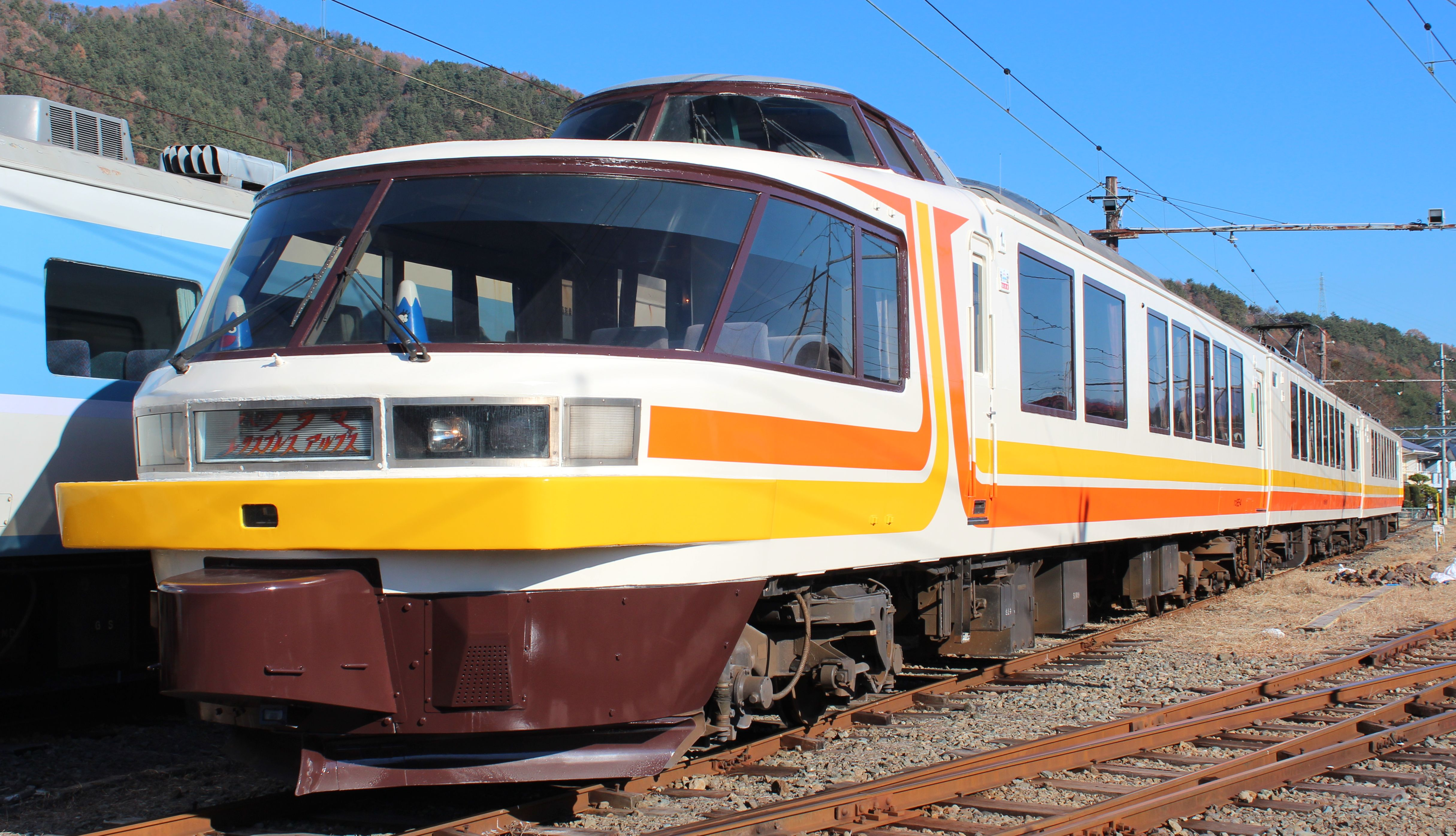
165系 パノラマエクスプレスアルプス
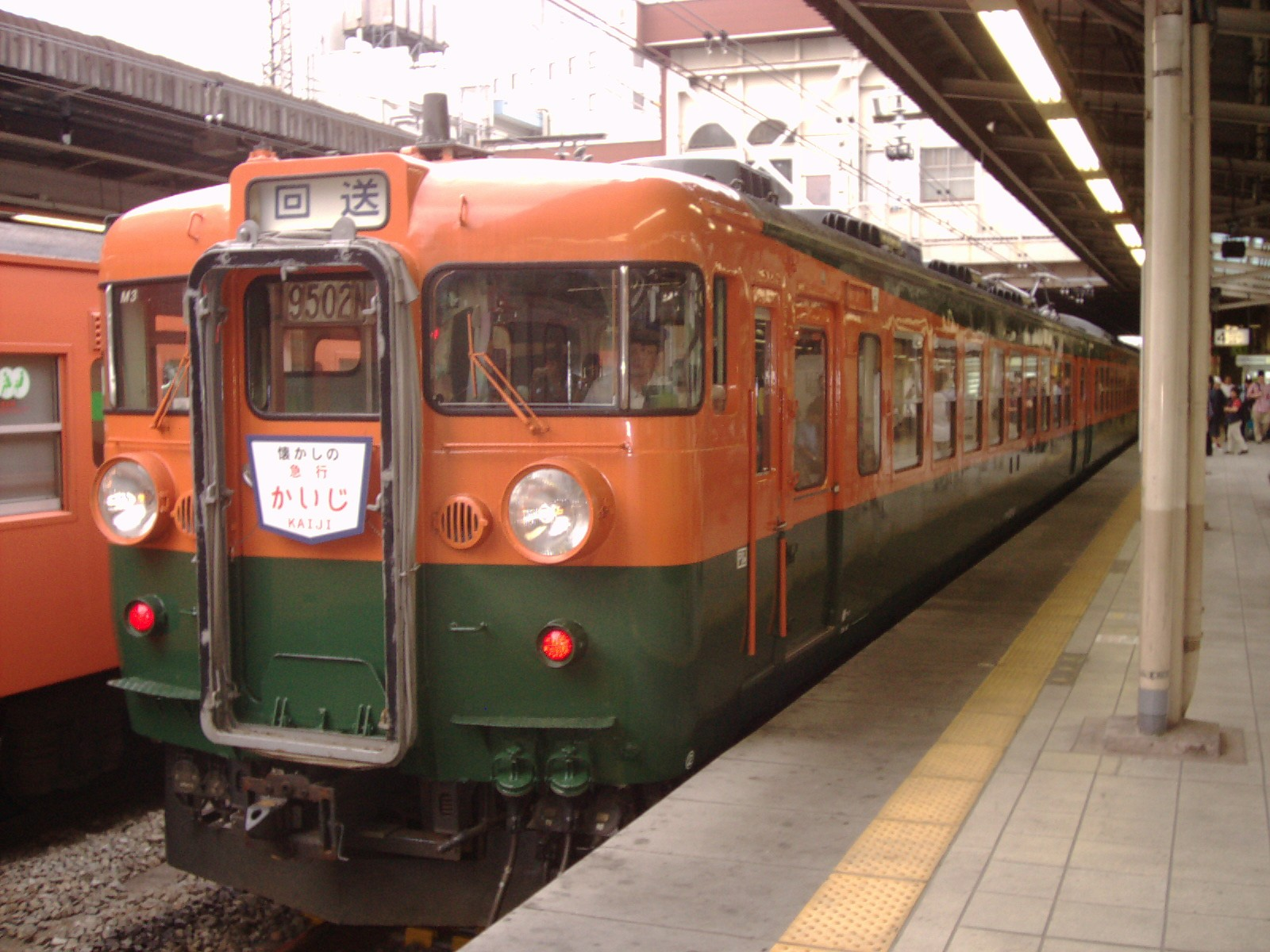
165系

## 営団地下鉄飯田橋検車区三鷹出張所
営団地下鉄東西線が開業した当初、深川車両基地は未完成で、飯田橋 - 九段下間の地下に設置した側線を飯田橋検車区として使用していた。
東西線の中野延伸に伴い車両基地が不足することから、同線の毎日検査（現在・10日以内に実施する列車検査）および新造車両の受取検査のため、国鉄より土地・施設等を借用し1966年（昭和41年）1月15日付で三鷹電車区（当時）内に飯田橋検車区三鷹出張所を設置した。メーカーで新造された車両は、甲種車両輸送により三鷹電車区まで輸送され当出張所に搬入した。受取検査後は、中央線三鷹 - 日野間で完成試運転を実施し、その一部は武蔵小金井電車区豊田派出（現・豊田車両センター）に留置した。
その後、深川検車区の発足に伴い、1967年（昭和42年）9月13日付で飯田橋検車区は廃止した。